# TRP Tag Team Championship
Il TRP Tag Team Championship è l'alloro di coppia della Top Rope Promotions.

## Albo d'oro
| Wrestlers                                                     | Regni | Data             | Luogo       | Note                                                         |
| ------------------------------------------------------------- | ----- | ---------------- | ----------- | ------------------------------------------------------------ |
| The Angus Brothers Billy & Danny Angus                        | 1     | 4 marzo 2006     | New Bedford | Sconfiggendo Gregory Edwards & Ryan Waters.                  |
| The Stroke Gregory Edwards & Ryan Waters                      | 1     | 29 luglio 2006   | New Bedford | In un Triple Treath Match che includeva anche gli Heat.      |
| Titoli vacanti nel novembre 2006.                             |       |                  |             |                                                              |
| Chunky But Funky Scott Ashworth & Sonny Goodspeed             | 1     | 26 novembre 2006 | New Bedford |                                                              |
| The Metro Man Mike Bennett & Bryce Andrews                    | 3     | 5 gennaio 2007   | Fall River  |                                                              |
| The Stroke                                                    | 2     | 4 gennaio 2008   | Fall River  | The Guy sostituisce Mike Bennett nel match.                  |
| The Alden Brothers Eric & Shane Alden                         | 1     | 18 luglio 2007   | Fall River  |                                                              |
| Titolo vacante nel dicembre 2007.                             |       |                  |             |                                                              |
| The Midnight Prowlers Midnight Prowler 1 & Midnight Prowler 2 | 1     | 30 agosto 2009   | New Bedford |                                                              |
| The Freakshow Big Daddy Bravo & Buck Nasty                    | 1     | 20 febbraio 2011 | Franklin    | Sconfiggendo Shane Elden & Lukas Sharp per i titoli vacanti. |
| Nick Steel & Vain                                             | 1     | 24 novembre 2011 | Fall River  |                                                              |
| The Alden Brothers                                            | 2     | 12 ottobre 2012  | Fall River  |                                                              |